# 黎明之村
黎明之村，又名曙光之城、曙光村、地球村（原文 Auroville），是一個實驗性的寰宇城鎮，位於印度泰米爾納德邦的維魯普蘭縣，這裡靠近印度南部的本地治里市。係由米拉·阿拉法薩夫人（又名「母親」）於 1968 年所創，並由建築設計師羅傑·安格爾先生實際進行設計。這個城鎮正如母親首次公開發表的訊息那樣：「黎明之村旨在成為一座寰宇城鎮，來自世界各國的男男女女都能夠超越信條、政治、國籍，和平、進步且和諧地住在這裡。黎明之村的目的是實現人類大同。」

## 歷史
黎明之村是聖奧羅賓多社群主導的一項計劃，並由母親創建於 1968/2/28（週三）。母親是奧氏的靈性協作人，她相信「人類是處於過渡階段的靈性存有」。母親希望這個「寰宇城鎮」的實驗能將基於善良本意且渴願活在更美好世界的人們集結起來共創璀璨未來，藉此對人性的進化產生巨大貢獻。母親也相信像這樣的寰宇城鎮能對印度文明的復興作出決定性的貢獻。（參見《母親的天命議程》卷 9，dt.3.02.68）。基於這些理由，印度政府遂批准了黎明之村的成立，而在 1966 年，聯合國教科文組織（UNESCO）也背書邀請會員國加入黎明之村的發展。過去 40 年來，UNESCO 另四度為黎明之村背書。
1968 年 2 月 28 日，來自 124 國的代表參與了黎明之村的動土典禮，母親在會中發表了一份憲章，闡述她對整體生活的願景，包含四點：
```
1.黎明之村不屬於任何人，它屬於全體人類，住在這裡的人須自願服膺於神聖意識。 
2.黎明之村將是一個供人們進行終身教育、持續進化且永保青春的地方。
3.黎明之村想要銜接過去和未來，人們能運用所有探索內外的發現，大膽躍向（人類）將來的徹悟。
4.黎明之村將成為物質和精神研究的場域，在生活中體現真正的人類大同。
```

## 黃金球

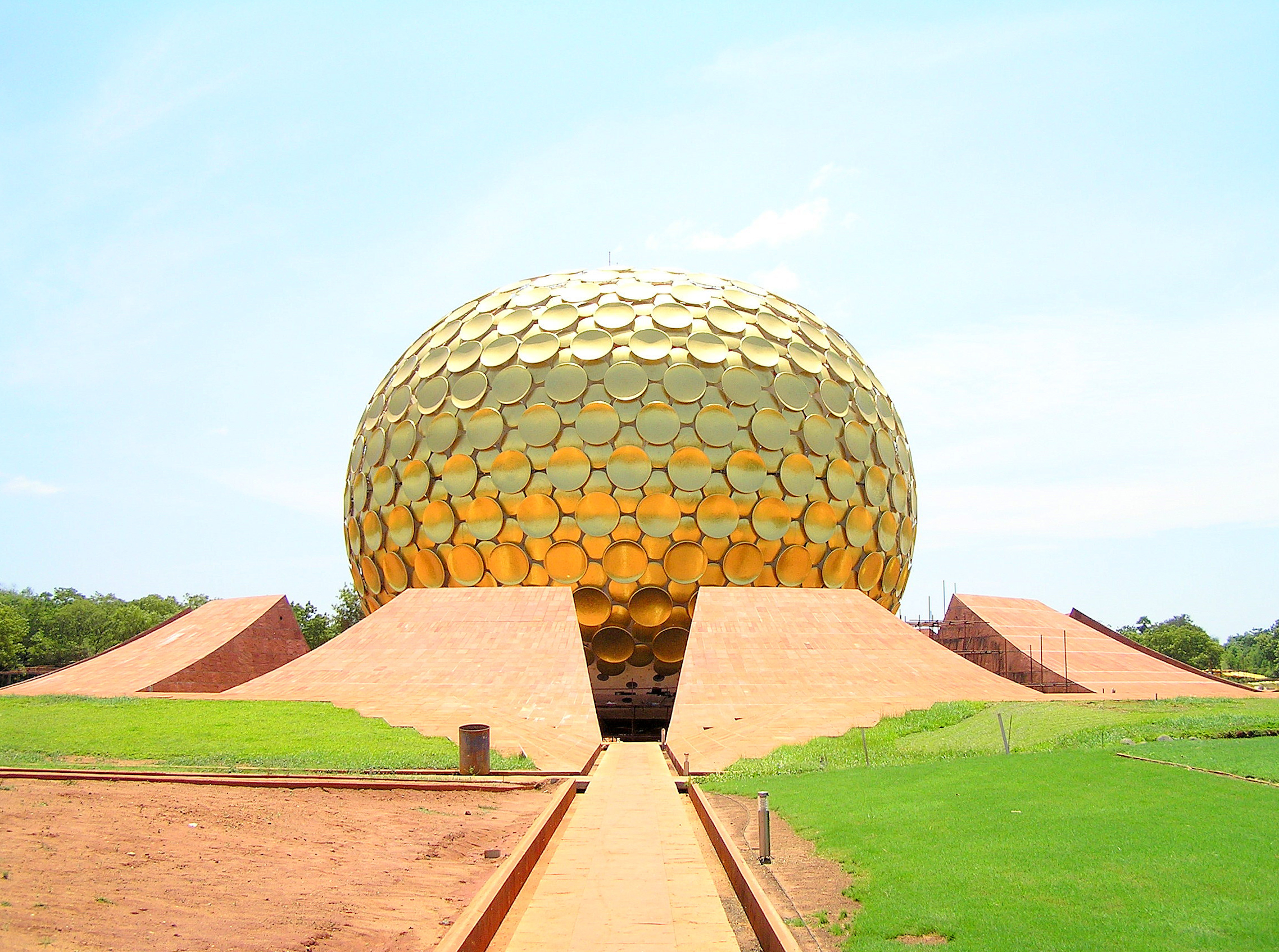
黃金球－在整個城鎮的中心部位是一個金色球體建築

## 政府、信仰體系
黎明之村基金會是一個隸屬於印度人力資源發展部（HRD）（页面存档备份，存于）的自主機構，由印度國會立法授權。基金會由三部分組成：黎明之村居民（居民大會）、理事會，以及國際顧問委員會，由HRD部任命理事會的七名委員及國際顧問委員會的五名委員，再由理事會指派核心委員會，如基金及資產管理會、預算協調會、l'Avenir（城市規劃局）。基金會另設秘書長一職，亦由印度政府任命，秘書長須住在村內，村內也須有他的辦公室和組員。基金會目前約擁有全鎮所需土地的一半。剩餘土地將在基金會有能力時購進。
黎明之村係為真理而生，故須超越所有社會、政治、宗教信仰等派系之外。黎明之村是人類尋求和平、真誠、真理的具現。

## 社會及人口

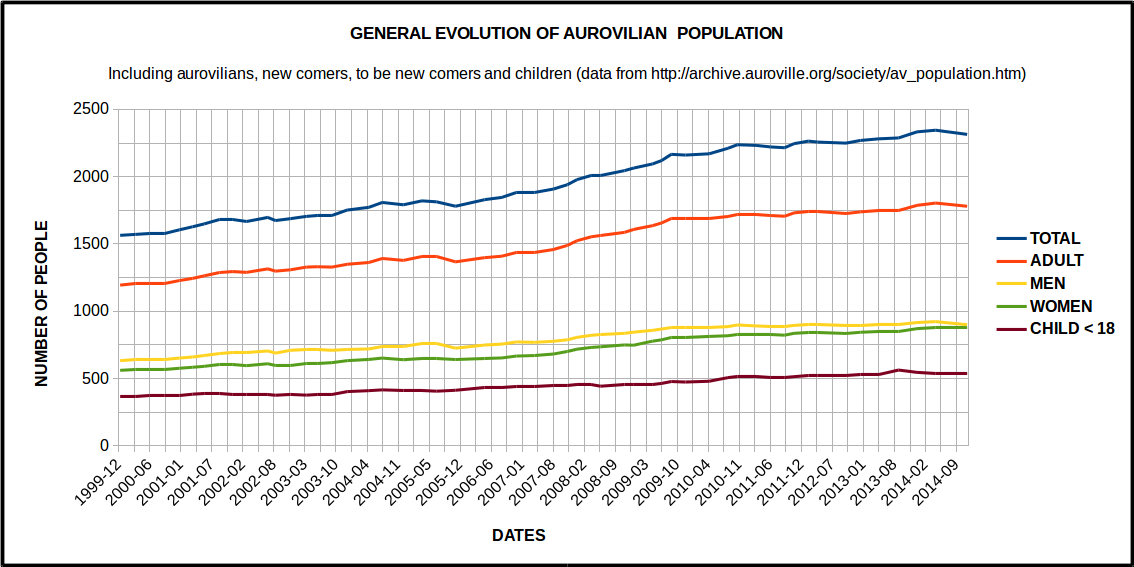
黎明之村總人口演變。

儘管曙光村最初的規畫能容納 50,000 人，迄 2014 年五月為止的人口總數為 2,345 人（1,804 名成人及 541 名未成年人），來自 50 個國家。並依英文、梵文、法文、泰米爾等語系對村內各鄰里進行命名，諸如 Aspiration（渴願）、Arati（梵文：愛和喜悅）、La Ferme（法文：農場）、Auromodel及 Isaiambalam（泰米爾語：和諧地）。

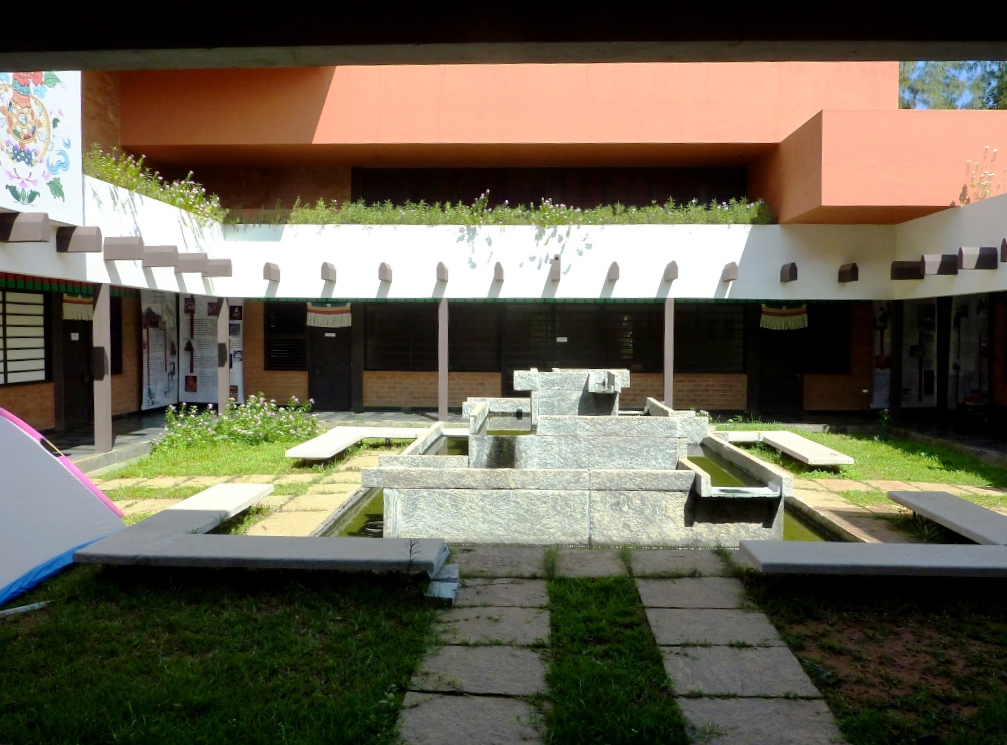
黎明之村西藏中心中庭

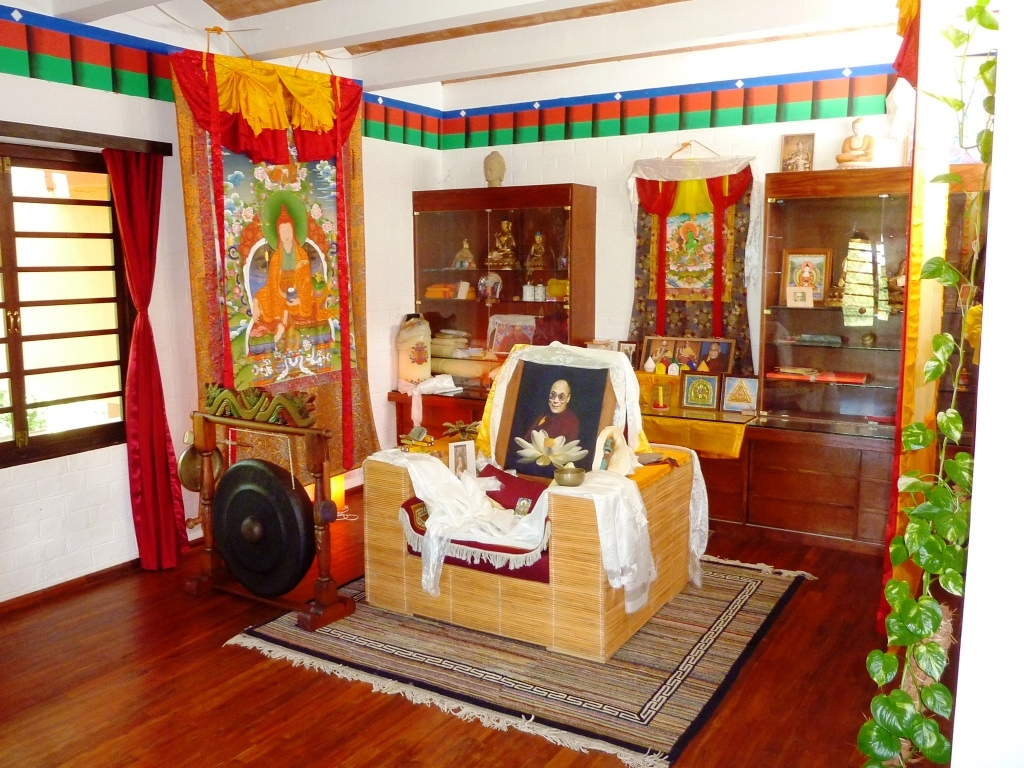
黎明之村西藏中心的達賴喇嘛聖座

### 人口統計
| 國籍       | 人數 |
| ---------- | ---- |
| 印度       | 1005 |
| 法國       | 336  |
| 德國       | 213  |
| 義大利     | 142  |
| 荷蘭       | 87   |
| 美國       | 86   |
| 俄國       | 65   |
| 西班牙     | 47   |
| 英國       | 44   |
| 瑞士       | 40   |
| 韓國       | 33   |
| 以色列     | 31   |
| 比利時     | 28   |
| 瑞典       | 24   |
| 加拿大     | 20   |
| 烏克蘭     | 17   |
| 澳洲       | 17   |
| 中國       | 14   |
| 阿根廷     | 9    |
| 日本       | 9    |
| 奧地利     | 8    |
| 南非       | 8    |
| 斯洛維尼亞 | 6    |
| 匈牙利     | 5    |
| 烏茲別克   | 5    |
| 巴西       | 4    |
| 丹麥       | 4    |
| 拉脫維亞   | 4    |
| 墨西哥     | 4    |
| 白俄羅斯   | 3    |
| 廓爾喀     | 3    |
| 葡萄牙     | 3    |
| 保加利亞   | 2    |
| 哥倫比亞   | 2    |
| 衣索匹亞   | 2    |
| 斯里蘭卡   | 2    |
| 摩爾多瓦   | 2    |
| 捷克       | 1    |
| 埃及       | 1    |
| 芬蘭       | 1    |
| 愛爾蘭     | 1    |
| 哈薩克     | 1    |
| 立陶宛     | 1    |
| 菲律賓     | 1    |
| 臺灣       | 1    |

### 人口圖
黎明之村人口演變。

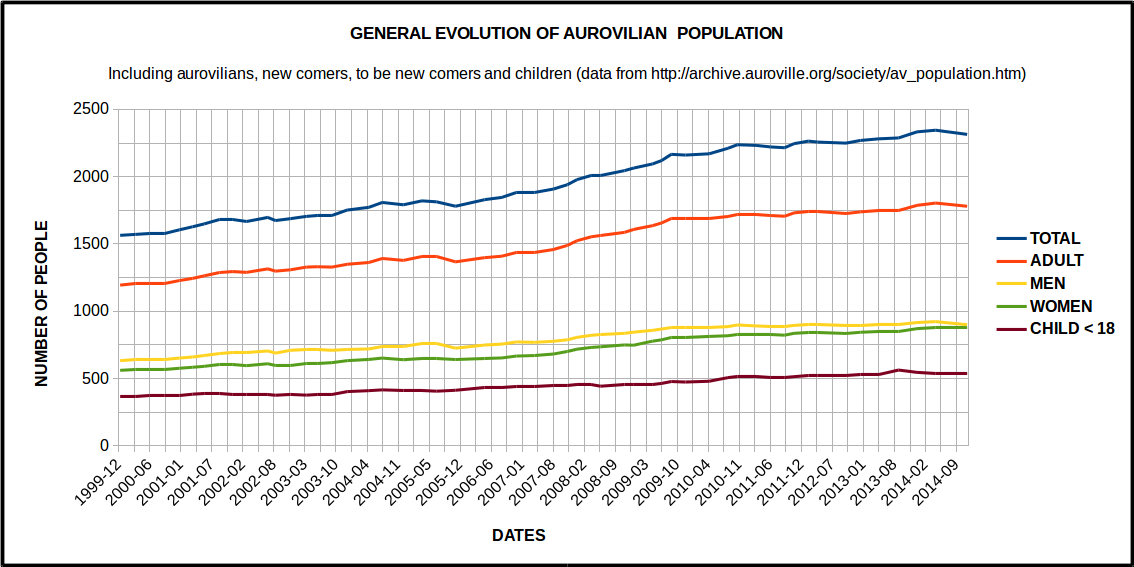
1. 黎明之村總人口演變。
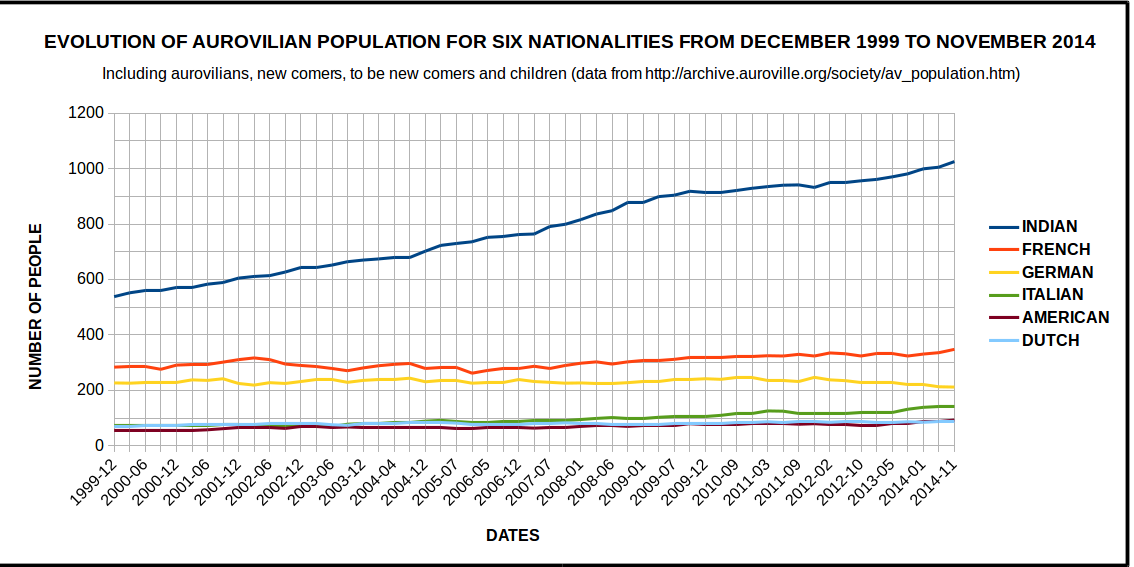
2. 黎明之村六國村民人數演變。
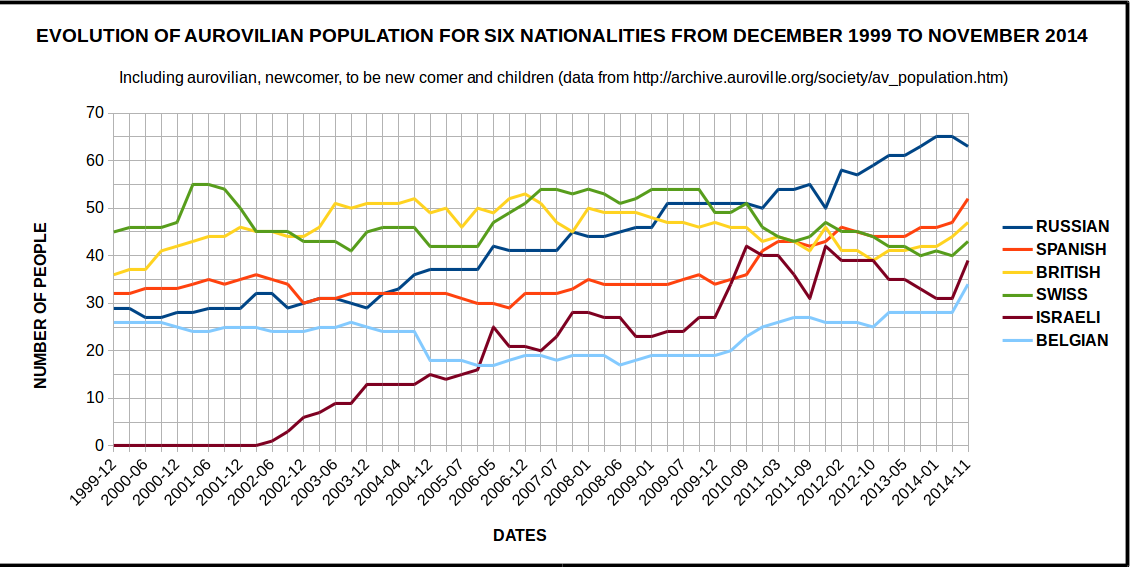
3. 黎明之村六國村民人數演變。
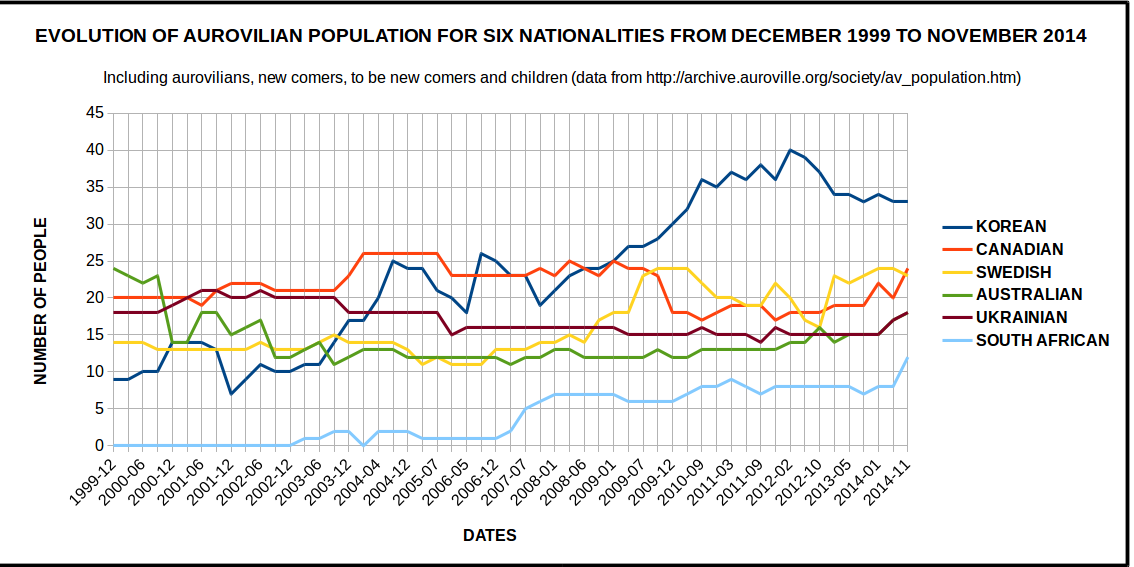
4. 黎明之村六國村民人數演變。
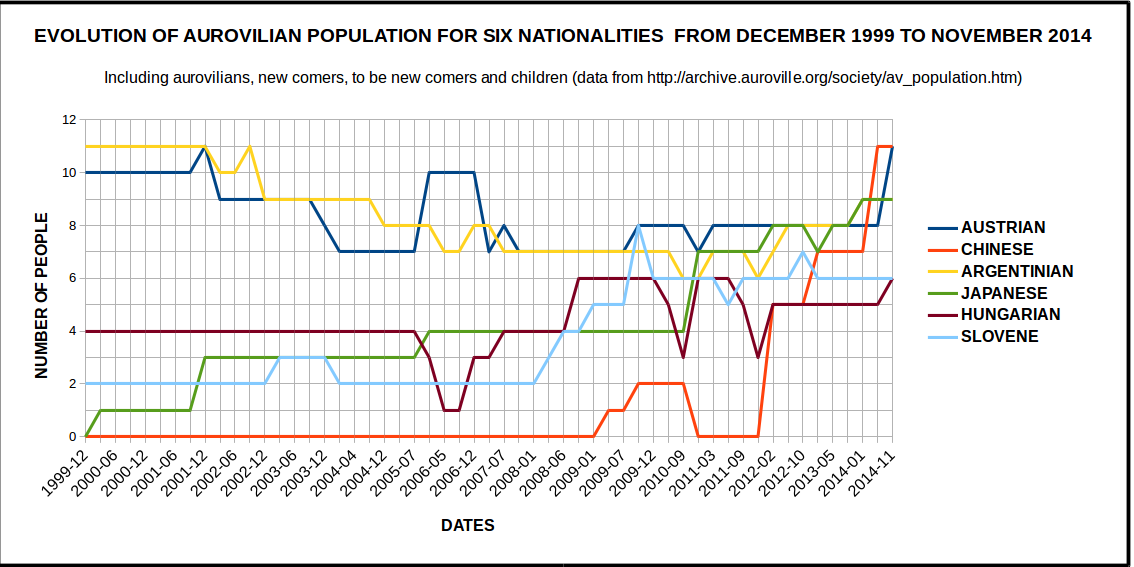
5. 黎明之村六國村民人數演變。
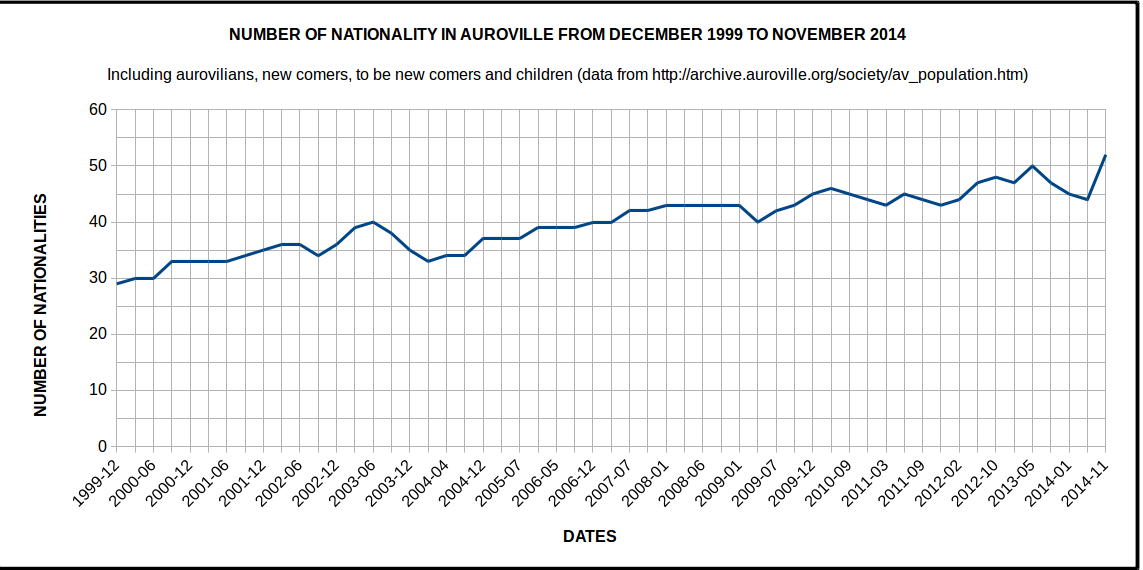
6. 黎明之村自1999年十二月到2014年十一月的國籍總數。
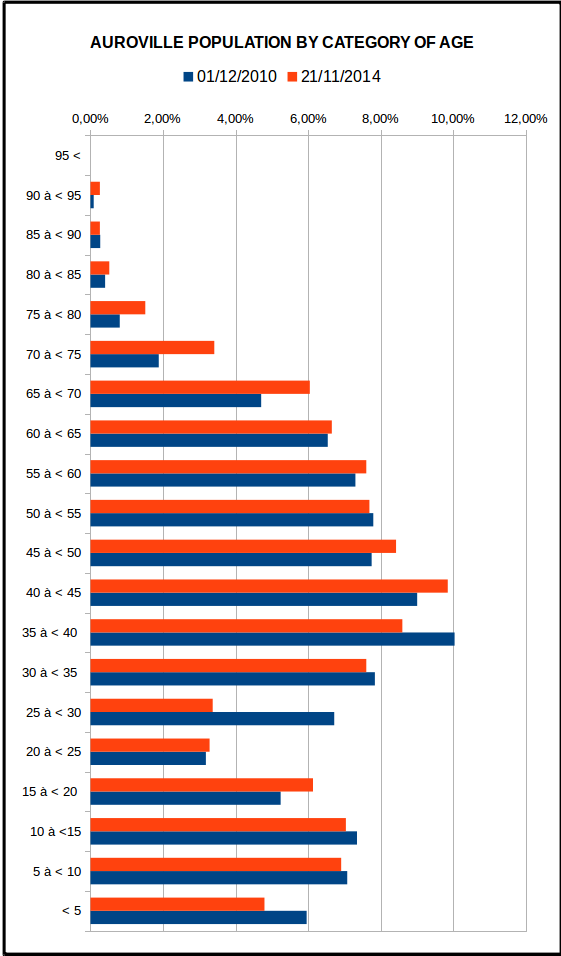
7. 依年齡顯示黎明之村人口（2010 - 2014年）。
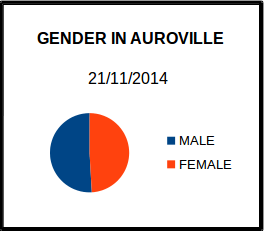
8. 黎明之村性別（2014年）。
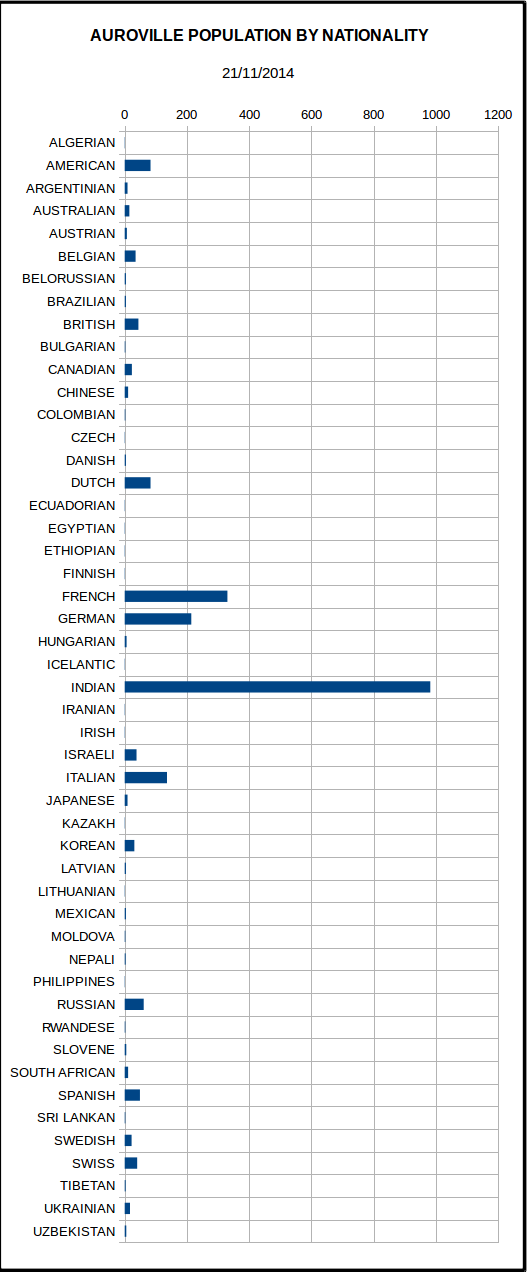
9. 依國籍顯示黎明之村人口（2014年）。
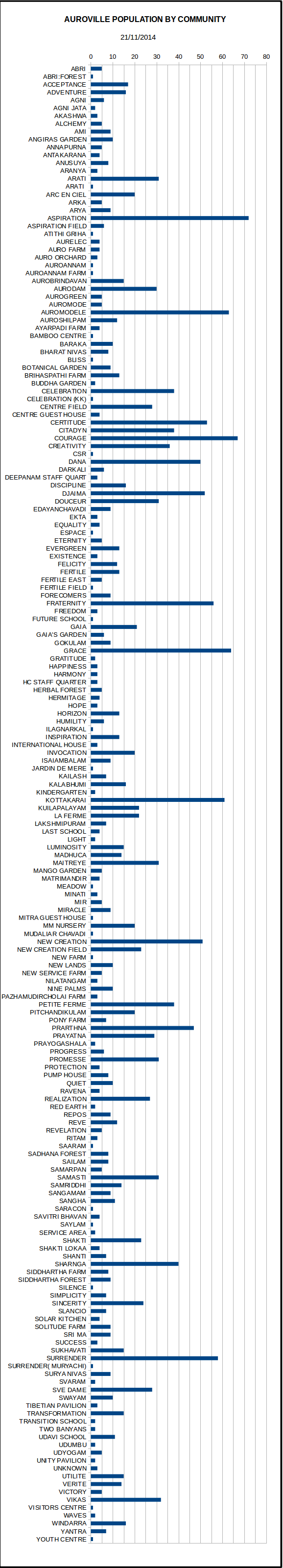
10. 依社群顯示黎明之村人口（2014年）。
11. 依年資顯示黎明之村人口（2014年）。
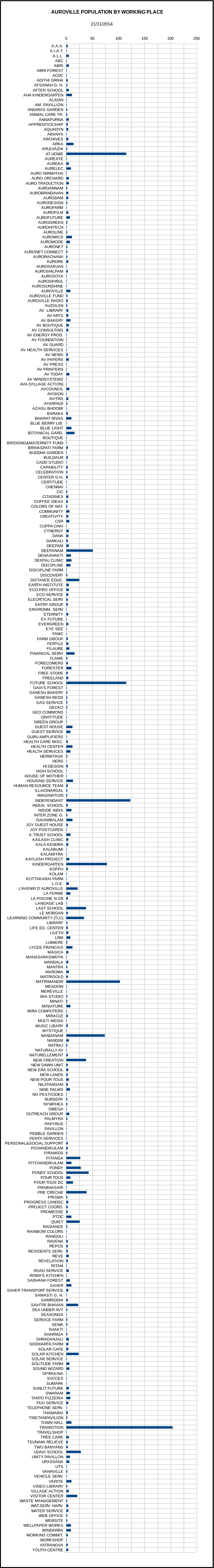
12. 依工作場所顯示黎明之村人口（2014年）。
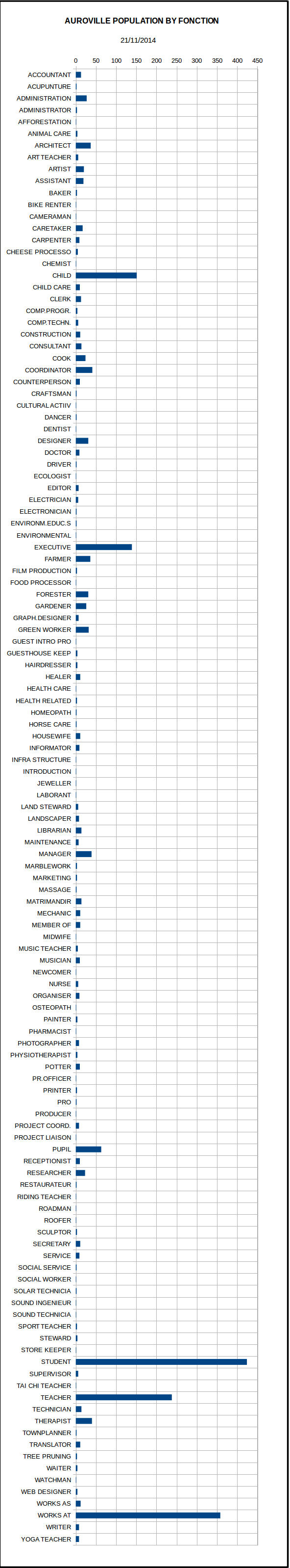
13. 依職別顯示黎明之村人口（2014年）。
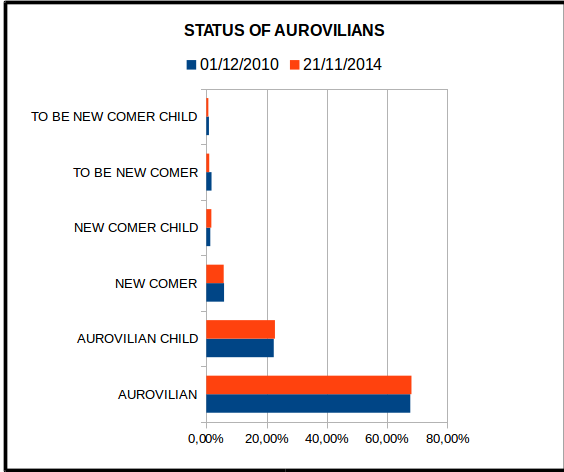
14. 依新到狀態顯示黎明之村人口（2010 - 2014年）。

## 經濟

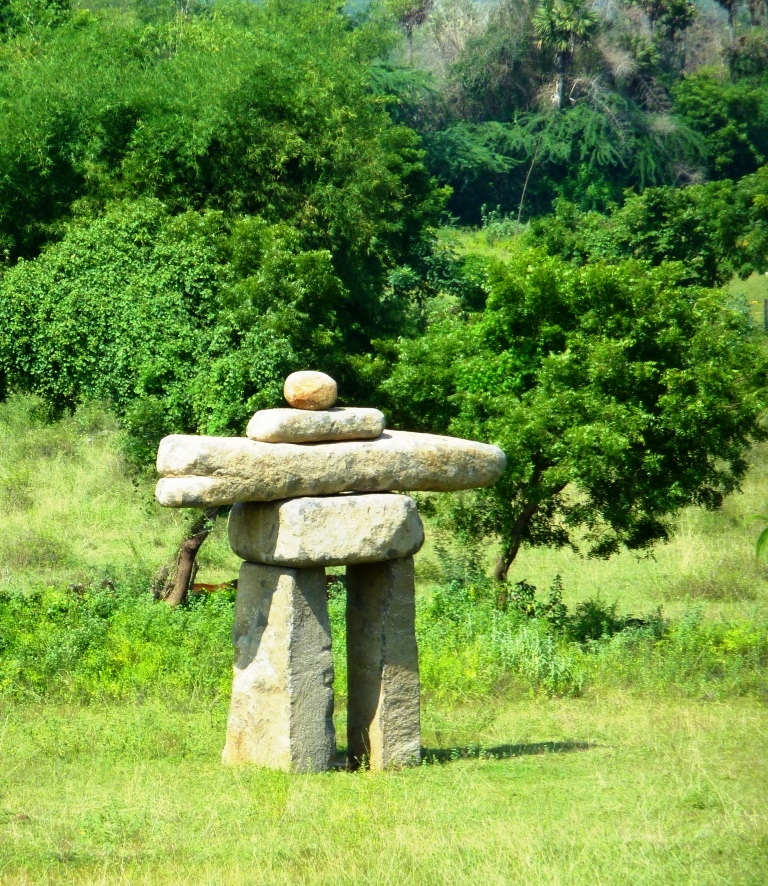
因努伊特石堆標示著黎明之村未來的加拿大館建址

除了紙幣和硬幣之外，村民都有一組數字帳號連到各自的中央戶頭。但訪客或遊客卻得申請一組臨時戶頭及黎明卡（Aurocard，一種金融卡）。
村民每月應繳納一筆奉獻金給社群，村民們也須盡可能以工作、金錢或關愛協助社群。黎明之村的部分預算來自「訪客奉獻」或以黎明卡支付的日費。黎明之村也有一套贍養系統，藉由這套系統，有需求的村民每月會從社群那裡收到一筆贍養費，足供應簡單的基本生活開銷。黎明之村的經濟及整體生活具有持續進化的本質，為了更接近這個願景，村內有多個進行中的實驗。
儘管印度政府擁有並管理黎明之村基金會，印度政府的金援只佔了黎明之村預算的一小部分；大部分的預算來自黎明之村營業單位的奉獻（其營收佔了黎明之村中央基金的 33%）以及其他捐獻。村內有民宿、營建單位、資訊科技業、製造並轉售如手工紙張等文具用品及著名線香品牌的中小型商業，黎明之村生產的線香亦可在本地治里的自營店、印度各地和國外買到。這些單位各將盈利的相當比例奉獻給黎明之村。村內有逾五千人受雇在各產業或單位，他們多來自鄰近地區。
其他活動包括綠化、有機農業、基本教育研究、保健、村落發展、適用技術、城鎮規畫、地下水位管理、文化活動及社群服務。

## 地理位置

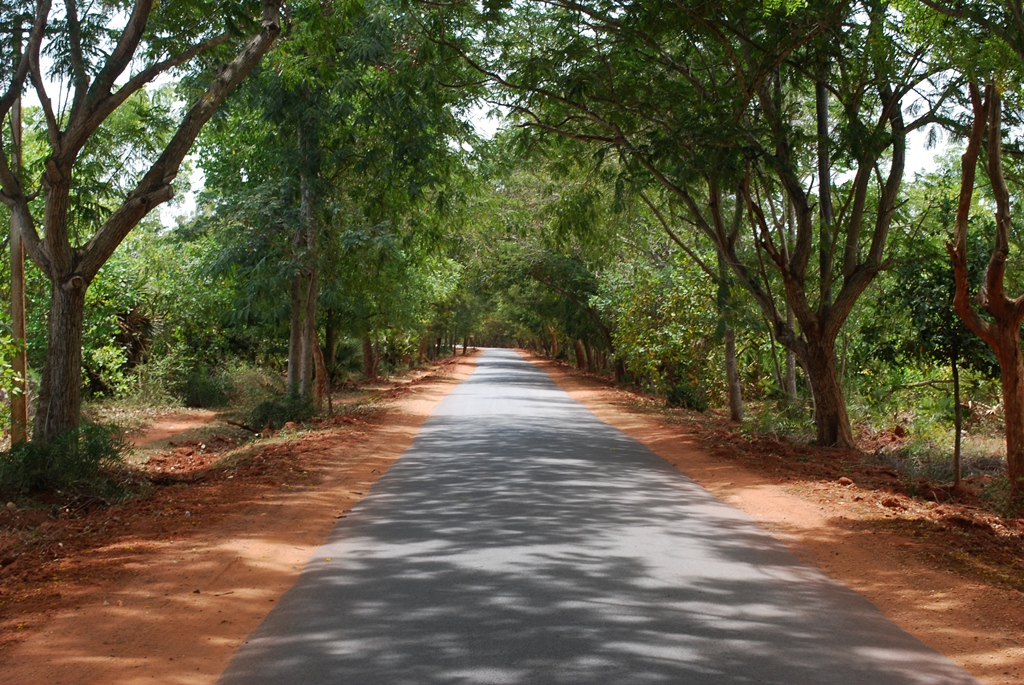
黎明之村主要道路

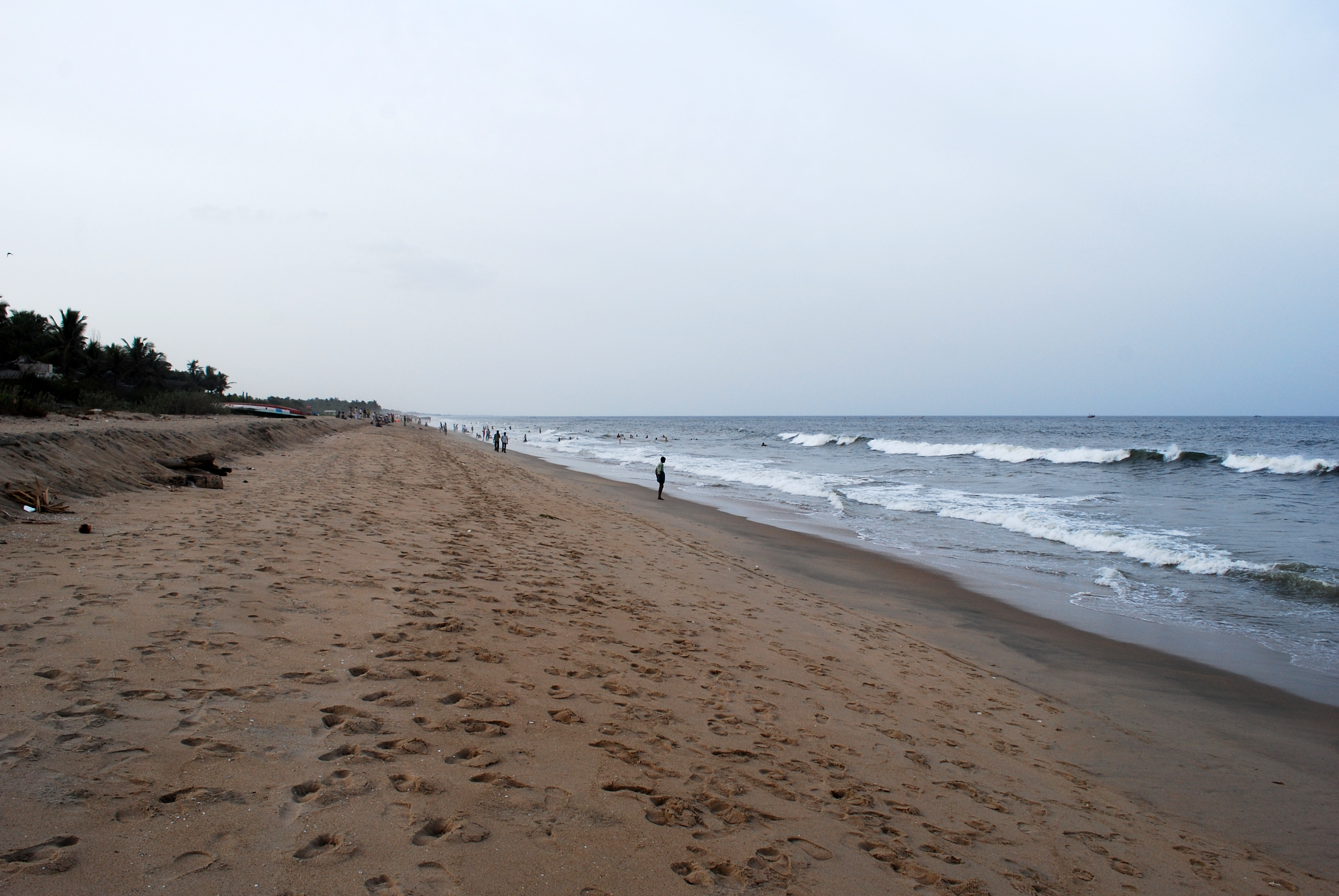
黎明之村海灘

黎明之村的地產遍及本地治里北方約 12 公里（7.5 英哩）處。連接清奈及本地治里的東岸道路（页面存档备份，存于）（ECR）是抵達黎明之村最便捷的通道。從 ECR 路標的叉路往西走 6 公里（3.7 英哩）可抵達遊客中心及黃金球。向東轉走約數百公尺則會直接通向黎明之村的私有海灘 Repos。

## 氣候
黎明之村位於半濕潤熱帶地區的台地，最大海拔高度是黃金球所在的 32 公尺（105 英呎）處。年平均降雨量為 1.200 公厘（47 英吋），雨水主要來自六到九月的西南季風及十一到十二月的東北季風，乾季約有六個月。平均最高溫度是 32.2°C (90°F)，平均最低溫度是 20°C (68°F)。

## 傳播媒體
黎明之村網站提供了各種計畫、活動、組織及外援主題的公開及非公開論壇，涵蓋了社群生活的各個面向。這些論壇上發表的意見不必然就代表社群大部分人的意見。黎明之村廣播電台網站播放大量的錄製節目及涵蓋村內各事件的每日新聞。此外，黎明之村也有一支稱為「外援媒體（OutreachMedia）」的小隊，負責控管記者及影視製作人，這組人馬的目標是確保所有記者及製片人都能取得最新的官方資訊，得從可靠消息來源取得具代表性的影片。

## 黎明之村相關影片
目前，欲在黎明之村境內製片需取得印度政府的許可。許多製片人均參訪過黎明之村，也拍攝過各式各樣的影片，舉例來說：
- 黎明之村（页面存档备份，存于），全長80分鐘，2010年。

- 黎明之村－世界的輪廓（页面存档备份，存于），全長25分鐘，2009年。

- 黎明之村－聖神的大夢（分上集（页面存档备份，存于）和下集（页面存档备份，存于）），全長20分鐘，2003年。

- 俄國製片曾拍攝過六部30分鐘的黎明之村（页面存档备份，存于）影片。

- 有關黎明之村的有趣主題亦可在AurovilleTV（页面存档备份，存于）上找到，以及黎明之村電影雙年展網站。

## 建築

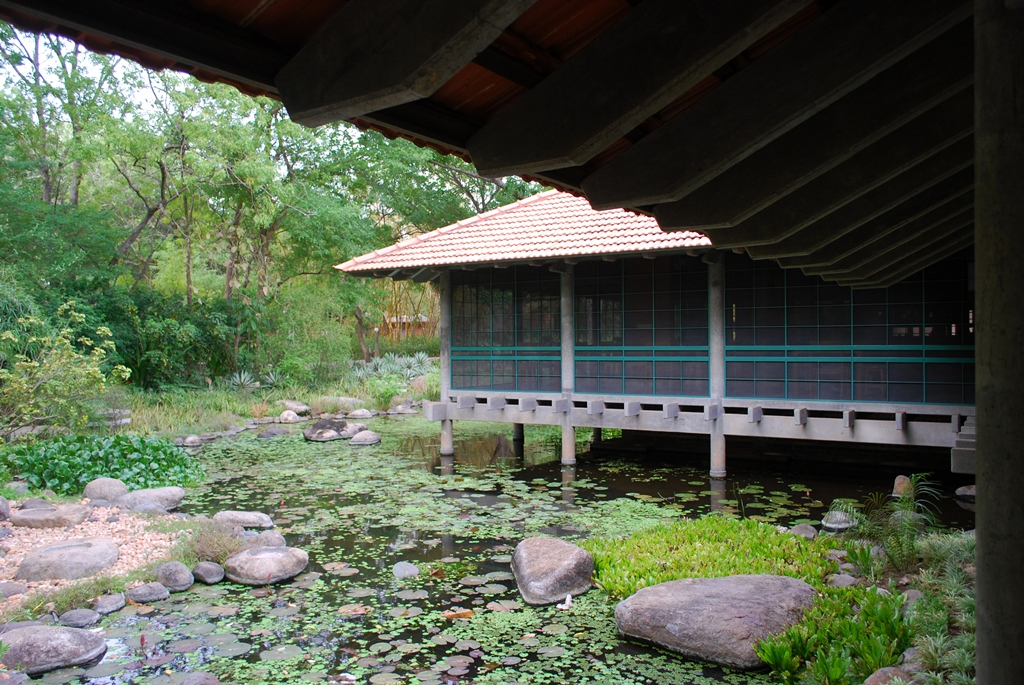
Afsana民宿
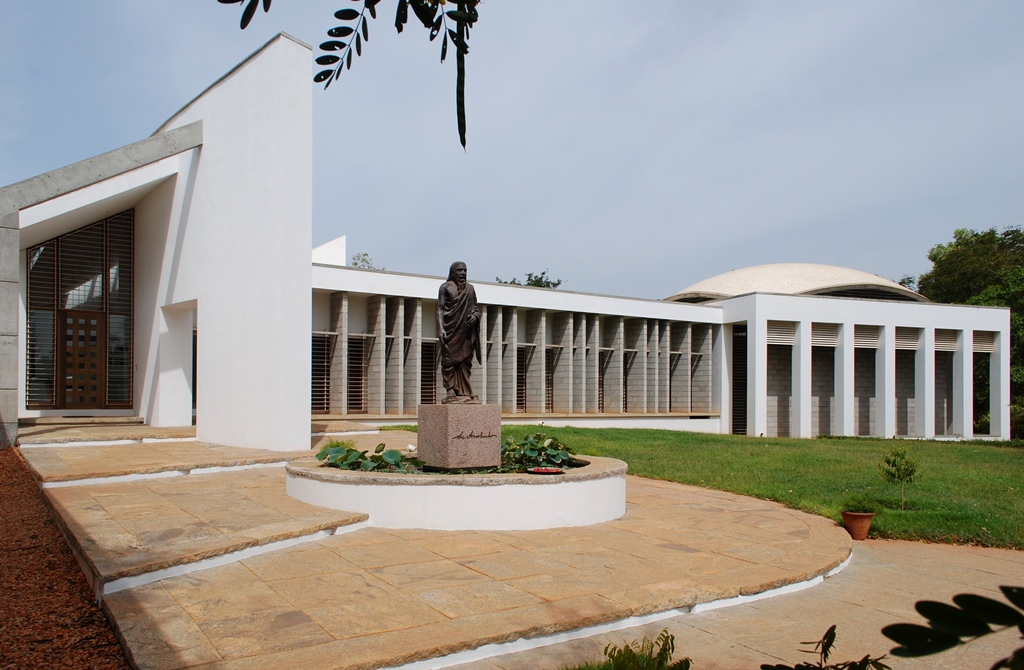
Savitri Bhawan
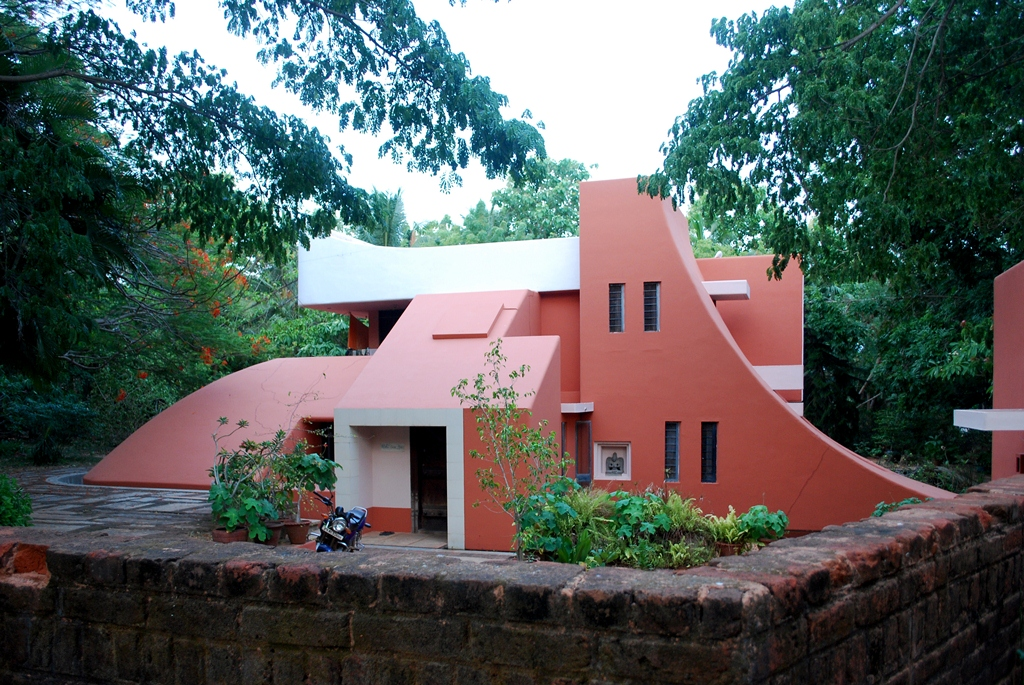
黎明之村雕刻之屋
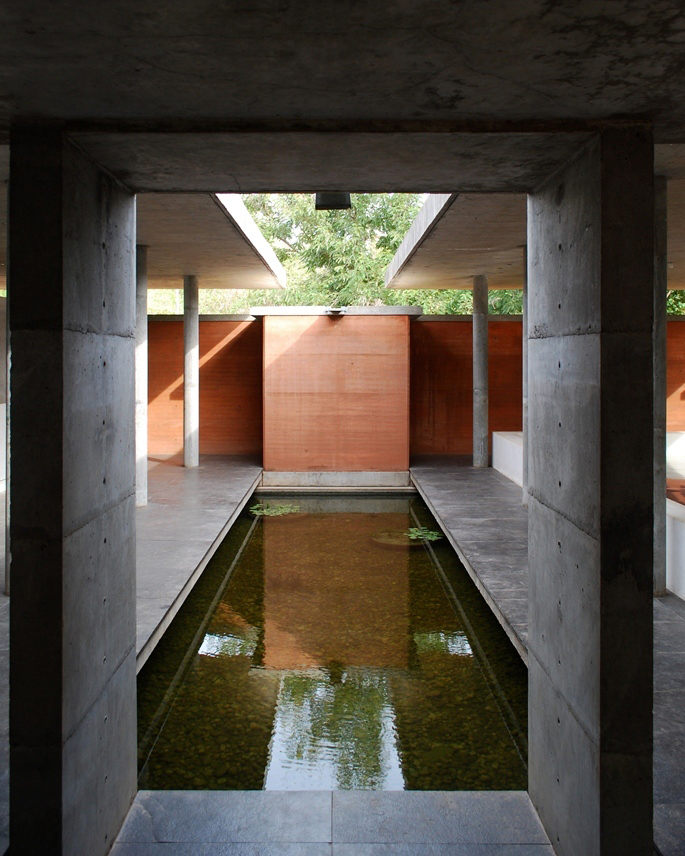
Vérité學習中心
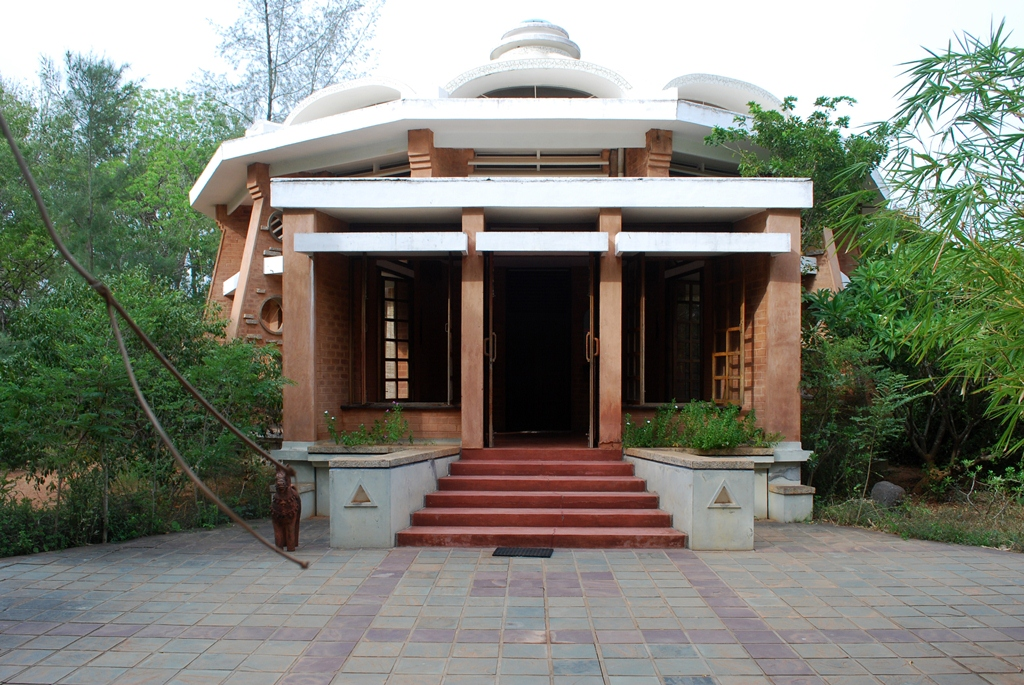
Vérité學習中心
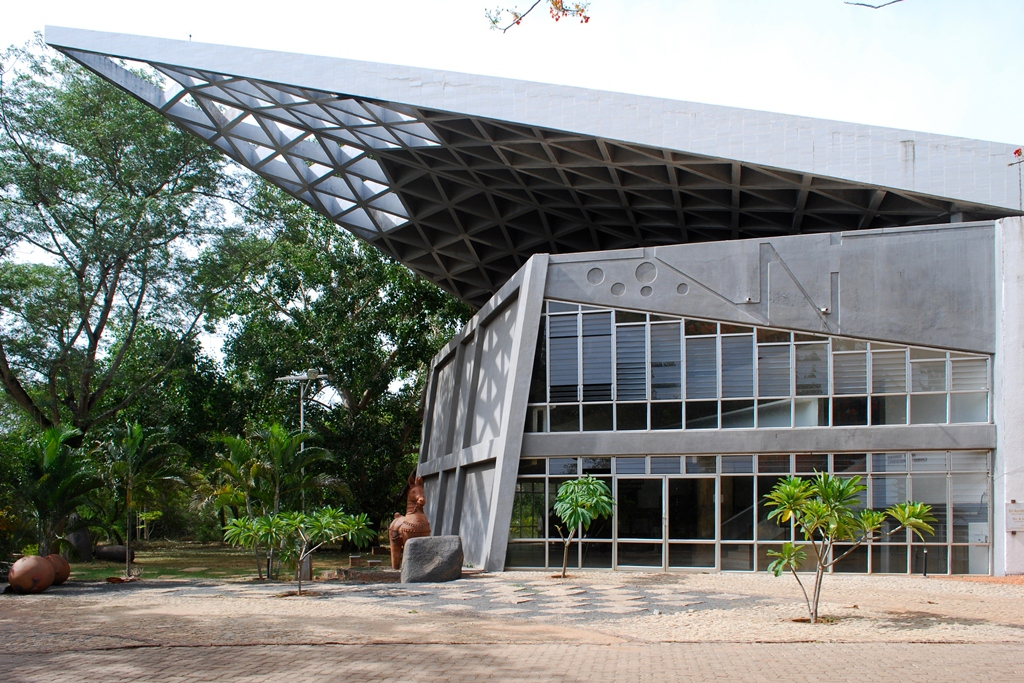
Bharat Niwas
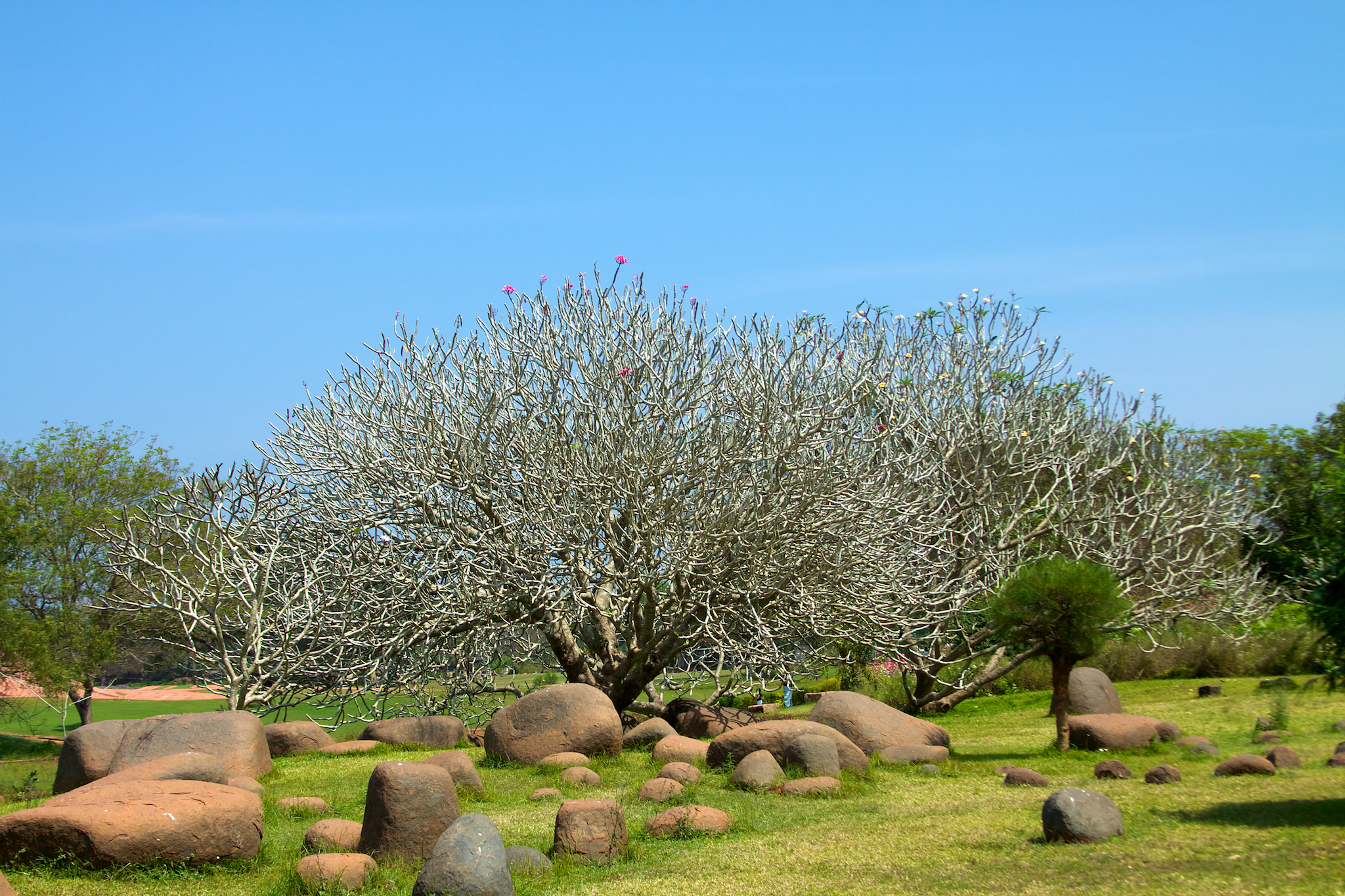
黎明之村黃金球附近的統一公園

## 註記
1. ↑  Auro-源於聖哲奧羅賓多 (Aurobindo) 之名的字首，-ville取自法文，意指「城市」。
2. ↑  . Boloji.com.   [2012-01-26]. （原始内容存档于2010-01-14）.
3. ↑  . Architectureweek.com. 2005-11-16  [2012-01-26]. （原始内容存档于2016-12-07）.
4. ↑  . Auroville.info.   [2012-01-26]. （原始内容存档于2012-05-25）.
5. ↑  . Education.nic.in.   [2012-01-26]. （原始内容存档于2012-02-12）.
6. ↑  .   [2012-01-26]. （原始内容存档于2012-02-16）.
7. ↑  2013年黎明之村手冊第14頁
8. ↑  黎明之村的母親，第2頁，1999年奧羅賓多修道院信託出版
9. 1 2 3 4 5 6 7  . www.auroville.org. 黎明之村.   [2014-12-25]. （原始内容存档于2014-12-25）.
10. ↑  . Auroville.org.   [2012-01-26]. （原始内容存档于2008-12-03）.
11. ↑  原意不詳，推測是 Auro-(bindo)+model 的複合字，「奧羅賓多典範」的意思。
12. ↑  .   [2015-03-11]. （原始内容存档于2008-06-05）.
13. ↑  . www.auroville.org. 黎明之村.   [2014-12-25]. （原始内容存档于2015-03-15）.
14. 1 2 3 4 5 6 7 8  . https://docs.google.com/spreadsheets/. Lionel Scheepmans.   [2014-12-25]. （原始内容存档于2016-04-17）. 外部链接存在于|website= (帮助)
15. ↑  . Business.in.com.   [2012-01-26]. （原始内容存档于2009-09-12）.
16. ↑  .   [2017-07-29]. （原始内容存档于2006-08-30）.
17. ↑  新聞與備註2012年三月10日[438]
18. ↑  .   [2017-07-29]. （原始内容存档于2013-11-30）.
19. ↑  Savitri也是聖奧羅賓多集文學成就於一身的代表作
20. ↑  Vérité來自法文，意指「真理」

## 外部連結
- （英文）黎明之村的官方網站（页面存档备份，存于）
- （英文）YouTube影像資料（页面存档备份，存于）
- 维基导游上有關黎明之村的旅行指南